# Hajro Ulqinaku
Hajro Ulqinaku (właśc. Hajrudin Pufja; ur. 3 maja 1948 w Ulcinju) – czarnogórski pisarz pochodzenia albańskiego.

## Życiorys
Po ukończeniu szkoły w rodzinnej miejscowości kontynuował naukę w Prisztinie, a następnie ukończył studia filologiczne na Uniwersytecie Belgradzkim. Po ukończeniu studiów pracował jako nauczyciel w szkołach albańskich w Czarnogórze i w Kosowie. W 1967 podjął pracę dziennikarza w Radiu Prisztina. W latach 1974–1990 pracował w redakcji programów dziecięcych Telewizji Prisztina. W 1990 został zwolniony z pracy przez władze serbskie. Jest członkiem Ligi Pisarzy Kosowa.
Pisze książki dla dzieci, a także opowiadania i prace literaturoznawcze. W swoim dorobku twórczym ma także dwa dramaty Tërë bota Kosovë! i Vetëtima e shpatës.

## Twórczość

### Książki dla dzieci
- 1967: Fëmijët e detit
- 1969: Margaritarët e zinj
- 1971: Çelësi i artë
- 1973: Kolovajza e florinjtë e Hënës
- 1978: Mbrëmje pulëbardhash
- 1987: Bukuria e detit
- 1989: Panorama e detit
- 1989: Thesari i piratëve
- 1990: Pëllumbat në antenë
- 1999: Ishulli i Gjelbër
- 2000: Lulekuqet mbi banka
- 2005: Libri për detin: vepra të zgjedhura
- 2007: Ulqin, te det: poetët për Ulqinin
- 2011: Tritoni
- 2013: Kenga e detit
- Fëmijëria në bregdet
- Gjiri i Shpresës
- Ligji i detit
- Ani, Ben, Ani
- Mos qaj Kestrina
- Limani i Qetësisë

### Opowiadania
- 2008: Barka me visare: tregime te zgjedhura
- 2020: Ku janë ëndrrat: (antologji)

### Dramat
- Tërë bota Kosovë!
- Vetëtima e shpatës